# Norwegia na Letnich Igrzyskach Olimpijskich 2000
Norwegię na Letnich Igrzyskach Olimpijskich 2000 reprezentowało 95 zawodników.

## Zdobyte medale
| Medal  | Zawodnik | Dyscyplina    | Konkurencja                             |
| ------ | --- | ------------- | --------------------------------------- |
| Złoto  | Trine Hattestad | Lekkoatletyka | rzut oszczepem                          |
| Złoto  | Knut Holmann | Kajakarstwo   | K-1 500 m                               |
| Złoto  | Knut Holmann | Kajakarstwo   | K-1 1000 m                              |
| Złoto  | Anita Rapp Hege Riise Brit Sandaune Dagny Mellgren Bente Nordby Marianne Pettersen Gøril Kringen Bente Kvitland Unni Lehn Ingeborg Hovland Silje Jørgensen Monica Knudsen Ragnhild Gulbrandsen Solveig Gulbrandsen Margunn Haugenes Kristin Bekkevold Christine Boe Jensen Gro Espeseth | Piłka nożna   | turniej kobiet                          |
| Srebro | Kjersti Plätzer | Lekkoatletyka | chód na 20 km                           |
| Srebro | Trude Gundersen | Taekwondo     | Waga średnia (67 kg)                    |
| Srebro | Fredrik Raaen Bekken Olaf Tufte | Wioślarstwo   | dwójka podwójna                         |
| Brąz   | Harald Stenvaag | Strzelectwo   | karabin małokalibrowy trzy postawy 50 m |
| Brąz   | Paul Davis Herman Horn Johannessen Espen Stokkeland | Żeglarstwo    | Yngling                                 |
| Brąz   | Kristine Duvholt Trine Haltvik Heidi Tjugum Susann Goksør-Bjerkrheim Ann Cathrin Eriksen Kjersti Grini Elisabeth Hilmo Mia Hundvin Tonje Larsen Cecilie Leganger Jeanette Nilsen Marianne Rokne Brigitte Sættem Monica Sandve Else-Marthe Sørlie                                        | Piłka ręczna  | turniej kobiet                          |